# 1979년 세계 양궁 선수권 대회
제30회 세계 양궁 선수권 대회는 1979년 7월 14일부터 22일까지 독일 베를린(당시 서베를린) 마이펠트그라운드에서 열린 세계 양궁 대회이다.

## 대회 결과
개인전은 남자 대럴 페이스(미국), 여자 김진호(대한민국)가, 단체전은 남자 미국, 여자 대한민국이 각각 우승했다.

## 한국 양궁의 세계 등장
김진호는 1979년 7월 19일 60m에서 우승했다. 이로써 한국은 기록경기 사상 첫 메달을 획득했다. 김진호는 1979년 7월 20일 30m와 50m에서도 우승한데 이어 개인 종합과 단체전까지 우승, 여자 부문에 걸린 금메달 6개 중 5개를 휩쓸었다. 또 김진호는 더블라운드 643점으로 세계 최고 기록을 수립했다. 한국은 이 대회를 계기로 세계 양궁계에 존재를 드러내기 시작했다.
틀:세계 양궁 선수권 대회